# Константинопољска патријаршија Јерменске апостолске цркве
Константинопољска патријаршија Јерменске апостолске цркве (јерм. Պատրիարքութիւն Հայոց Կոստանդնուպոլսոյ, тур. İstanbul Ermeni Patrikhanesi) аутономна је патријаршија Јерменске апостолске цркве. Канонски је потчињена врховном патријарху и католикосу свих Јермена. Основана је 1461. године.
Јерменски патријарх Константинопоља је поглавар Константинопољске патријаршије, има духовно достојанство архиепископа, а надлежан је за све парохије Јерменске православне цркве у Турској и на грчком острву Крит. Поред духовних, обавља и световне  дужности, тј. заступа интересе јерменске заједнице пред турским властима.
Сједиште Константинопољске патријаршије је у четврти Кумкапи у Истанбулу.  Непосредно поред резиденције патријаха налази се Саборна црква Пресвете Богородице.